# فرودگاه شهری کنکورد
فرودگاه شهری کنکورد (به انگلیسی: Concord Municipal Airport) یک فرودگاه با کد یاتا CON است که یک باند فرود آسفالت دارد و طول باند آن ۹۷۵ متر است. این فرودگاه در شهر کنکورد (نیوهمپشایر) کشور ایالات متحده آمریکا قرار دارد و در ارتفاع ۱۰۵ متری از سطح دریا واقع شده‌است.